# Светска иницијатива за истраживање менталног здравља
Светска иницијатива за истраживање менталног здравља (енгл. World Mental Health survey initiative) је заједнички пројекат Светске здравствене организације, Универзитета Харвард, Универзитета Мичигена и истраживача широм земље који координирају анализу и спровођење епидемиолошких истраживања душевних болести, емоционалних поремећаја и злоупотребе супстанци у свим регионима Светске здравствене организације.

## Циљ
Процењује се да је терет менталних поремећаја и болести зависности међу највећим у свету са очекиваним повећањем у наредним деценијама. Међутим, те се процене углавном темеље на прегледима литературе и изолованим студијама. Светска иницијатива за истраживање менталног здравља има за циљ глобално решавање терета менталних поремећаја прибављањем тачних информација о распрострањености и корелатима менталних поремећаја и поремећаја понашања, као и злоупотребе супстанци, омогућавајући процену фактора ризика и проучавање образаца услуга у циљу одговарајућих интервенција.

## Сарадници
Сарадници у овом истраживању долазе из свих региона Светске здравствене организације у свету, са 27 земаља учесница.
| Регион Светске здравствене организације     | Земље                     |
| ------------------------------------------- | ------------------------- |
| Регионална канцеларија за источни Медитеран | Ирак                      |
| Регионална канцеларија за источни Медитеран | Либанон                   |
| Панамеричка здравствена организација        | Аргентина                 |
| Панамеричка здравствена организација        | Бразил                    |
| Панамеричка здравствена организација        | Колумбија                 |
| Панамеричка здравствена организација        | Мексико                   |
| Панамеричка здравствена организација        | Перу                      |
| Панамеричка здравствена организација        | Сједињене Америчке Државе |
| Афричка регионална канцеларија              | Нигерија                  |
| Афричка регионална канцеларија              | Јужна Африка              |
| Европска регионална канцеларија             | Белгија                   |
| Европска регионална канцеларија             | Бугарска                  |
| Европска регионална канцеларија             | Француска                 |
| Европска регионална канцеларија             | Немачка                   |
| Европска регионална канцеларија             | Италија                   |
| Европска регионална канцеларија             | Холандија                 |
| Европска регионална канцеларија             | Северна Ирска             |
| Европска регионална канцеларија             | Пољска                    |
| Европска регионална канцеларија             | Португал                  |
| Европска регионална канцеларија             | Румунија                  |
| Европска регионална канцеларија             | Шпанија                   |
| Европска регионална канцеларија             | Украјина                  |
| Регионална канцеларија Западног Пацифика    | Аустралија                |
| Регионална канцеларија Западног Пацифика    | Кина                      |
| Регионална канцеларија Западног Пацифика    | Јапан                     |
| Регионална канцеларија Западног Пацифика    | Нови Зеланд               |